# Nola Chilton
Nola Chilton (Nueva York, 12 de febrero de 1922 - Sdot Yam; 8 de octubre de 2021) fue una directora de teatro y profesora de actuación israelí nacida en Estados Unidos. Es una pionera del teatro socialmente comprometido en Israel. En 2013, recibió el Premio Israel de teatro.

## Biografía
Nació en Brooklyn, Nueva York, hija de inmigrantes judíos de Odesa. Su madre murió de tuberculosis cuando ella tenía doce años. Su padre era grabador de joyas y vendedor ambulante de alimentos. Estudió actuación con Lee Strasberg y trabajó en el Actors Studio, formando actores y dirigiendo. En 1960, dirigió una producción off-off Broadway de "Dead End", una obra de teatro radical sobre las vidas miserables de los jóvenes afectados por la pobreza, en la que apareció Dustin Hoffman.
En 1963, Chilton emigró a Israel y se estableció en Kiryat Gat, entonces una pequeña ciudad en el norte de Negev. Trabajó brevemente para el Teatro Cameri, pero no le gustaba la escena de Tel Aviv, que le recordaba lo que había dejado atrás. Adoptó a una niña de 2 años y se mudó al norte del país, primero al kibbutz Ma'agan Michael y luego al kibbutz Yasur. Se casó con el autor John Auerbach, quien murió en 2002. Chilton residió en el kibbutz Sdot Yam.

## Legado e influencia
Chilton fue la inspiración para The Open Theatre, un grupo de teatro experimental activo desde 1963 hasta 1973 en la ciudad de Nueva York fundado por sus estudiantes para implementar su "postmétodo", técnica de actuación postabsurda a través de un proceso colaborativo que explora lo político, artístico, y cuestiones sociales.